# Projecció azimutal estereogràfica

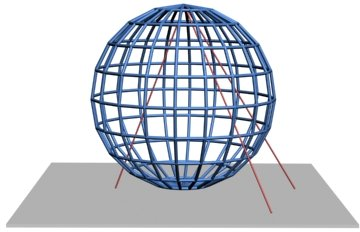
Esquema il·lustratiu d'una projecció azimutal estereogràfica.

La projecció azimutal estereogràfica és una projecció cartogràfica azimutal que manté els angles respecte al centre, però no les distàncies ni les àrees relatives. Aquesta projecció no és equivalent (distorsiona les àrees relatives) però és conforme (manté les formes i els angles).
Aquesta projecció s'obté projectant els punts de la superfície de l'esfera des del punt antípoda del centre de projecció (el punt de l'esfera tangent al pla de projecció). Amb aquesta projecció, un mapa del món sencer és un cercle amb el centre de projecció (el punt de l'esfera tangent al pla de projecció) al centre del mapa. El punt antípoda no es pot representar (quedaria a l'infinit). La distorsió de distàncies i àrees creix com més lluny del centre del mapa.
Les línies ortodròmiques apareixen representades com circumferències. Les línies loxodròmiques apareixen representades com espirals logarítmiques. Les circumferències a la superfície de l'esfera apareixen representades amb la mateixa forma al mapa, com a cas especial les circumferències que passen pel centre de projecció apareixen representades com rectes (es poden pensar com circumferències de radi infinit).
Si el centre del mapa és un dels pols, els meridians apareixen representats rectes i els paral·lels com cercles concèntrics. Si el centre del mapa és qualsevol altre punt, els meridians i els paral·lels apareixen representats com corbes complexes.
Suposant una escala escala i un centre de projecció amb longitud long0 i latitud lat0, aquestes són les equacions generals per a obtenir les coordenades cartesianes x, y en el pla per al lloc amb longitud long i latitud lat:
```
k = 2 * / (1 + sin(lat0) * sin(lat) + cos(lat0) * cos(lat) * cos(long - long0))
x = escala * k * cos(lat) * sin(long - long0)
y = escala * k * (cos(lat0) * sin(lat) - sin(lat0) * cos(lat) * cos(long - long0))
```

A la  projecció estereogràfica  considerem que el focus de llum està en els antípodes. La superfície que pot representar és major que un hemisferi. El tret més característic és que l'escala augmenta a mesura que ens allunyem del centre.
En la seva projecció polar dels meridians són línies rectes. A la projecció equatorial només són línies rectes l'equador i el meridià central.
Aquesta és una de les projeccions conformes que existeixen.
En arquitectura bioclimàtica s'utilitzen també un tipus de projeccions estereogràfica on se suposa a un observador ocupant el centre d'una esfera, i recolzat en un pla horitzontal, d'aquesta manera es defineixen dos sectors el superior o visible que correspon a la mitja esfera que està per sobre de l'horitzó i l'inferior o invisible que correspon al sector que està per sota de l'horitzó. D'aquesta manera es projecta un punt A situat per sobre de l'horitzó unint amb el centre de l'esfera anomenat comunament P, la recta que uneix P amb el punt talla a la semiesfera en un punt A 'que pertany a l'esfera, després s'uneix amb una recta A 'amb el nadir de l'esfera i s'obté en la intersecció amb el pla horitzontal un punt A, aquest punt és la projecció estereogràfica d'A. El més interessant d'aquest traçat és que es poden dibuixar les posicions relatives del sol per tot l'any i per a qualsevol latitud i d'aquesta manera podem realitzar càlculs d'insolació i estimar dies i hores en què el sol travessa una finestra.